# Symphurus atricaudus
Symphurus atricaudus är en fiskart som först beskrevs av David Starr Jordan och Charles Henry Gilbert, 1880.  Symphurus atricaudus ingår i släktet Symphurus och familjen Cynoglossidae. Inga underarter finns listade i Catalogue of Life.
Exemplaren blir vanligen 13 cm långa och några exemplar når en längd av 21 cm.
Denna fisk förekommer i Stilla havet vid kusten från sydvästra Kanada över USA och halvön Baja California till centrala Mexiko. Den dyker vanligen till ett djup av 100 meter och sällan till 300 meter. Symphurus atricaudus hittas i regioner med sjögräs, mjuk grund och den besöker mangrove och vikar.
Några individer hamnar som bifångst i fiskenät. Beståndet påverkas även av vattenföroreningar. Symphurus atricaudus är inte sällsynt. IUCN kategoriserar arten globalt som livskraftig.